# André Caplet

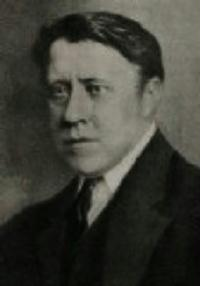
André Caplet

André Caplet (Le Havre, 23 november, 1878 — Neuilly-sur-Seine, 22 april 1925) was een Franse componist, violist en dirigent. Hij kreeg vooral bekendheid door zijn religieuze muziek, naast zijn orkestraties van werken van Claude Debussy.
Caplet studeerde aan het Conservatoire de Paris bij Xavier Leroux en Charles Lenepveu. Hij behaalde in 1901 de Prix de Rome met de cantate Myrrha en studeerde vervolgens bij Debussy.
Hij werkte aan de opera te Boston van 1910 tot 1914 en vervolgens aan de opera van Parijs tot 1919 (1920). Hij bezweek in 1925 aan een longontsteking als gevolg van algehele verzwakking door opgelopen verwondingen en een gifgasaanval in de Eerste Wereldoorlog.
Caplet wordt beschouwd als fijnzinnig mysticus. Hij componeerde voor orkest, kamermuziek, piano, zang, cello, harp, strijkkwartet, tal van werken voor zangstem en kamermuziekbezetting, liederen, kerkmuziek en hij orkestreerde diverse werken van andere componisten.

## Werken

### Voor orkest
- Le masque de la mort rouge

- Epiphanie

### Kamermuziek
- Septet (voor drie vocaliserende vrouwenstemmen en strijkkwartet)

- Conte Fantastique (voor harp en strijkorkest)

### Voor piano
- Pour les enfants bien sages: un tas des petites choses

### Religieus werk
- Messe à trois voix (vrouwenstemmen)

- Le miroir de Jésus (solostem, vrouwenkoor, strijkorkest en harp)

### Liederen
- Trois Prières

### Voor harp
- Divertissements:

I: à la Française
II: à l'Espagnole